# Завадка (річка)
Зава́дка — річка в Україні, в межах Стрийського і Самбірського районів Львівської області, права притока Стрию (басейн Дністра).

## Опис
Довжина 24,6 км. Площа водозбірного басейну 164 км². Похил річки 20 м/км. Долина терасована, глибоко врізана, у пониззі завширшки понад 1 км. Річище звивисте, завширшки 5—8 м. Річка має паводковий режим.

## Розташування
Завадка бере початок у Сколівських Бескидах (Українські Карпати), південніше села Мита. Тече переважно на північний захід. Впадає в Стрий у селі Ільнику, що на південний схід від міста Турки.

## Притоки
Красець, Лихач, Попів, Багноватка, Фролич, Радицький Потік (праві); Довжанка (ліва). Всього у річку впадає 18 невеликих річок і потічків загальною довжиною понад 40 км.

## Населені пункти
Над річкою розташовані такі села (від витоків до гирла): Мита, Росохач, Завадка, Межигір'я, Риків, Ільник.